# جائزة أيطاليا الكبرى 1925
جائزة أيطاليا الكبرى 1925 (بالإنجليزية: 1925 Italian Grand Prix)‏ هو سباق فورمولا 1 أقيم بتاريخ 6 سبتمبر 1925 في مونزا. كان الرابع من أصل 4 في بطولة العالم لسباقات الفورمولا واحد موسم 1925.